# Tanja Soland
Tanja Soland (geboren am 8. September 1975) ist eine Schweizer Juristin und Politikerin (SP). Sie ist seit 2020 Regierungsrätin des Kantons Basel-Stadt.

## Leben
Soland ist in Binningen und Basel in einer Patchwork-Familie aufgewachsen. Ihr Vater war gelernter Stereotypeur und später Arbeiter im Basler Baudepartement sowie Gewerkschafter. Ihre Mutter starb, als sie neun Jahre alt war. Soland erwarb 1998 das Diplom Psychiatrische Krankenpflege und arbeitete danach bis 2004 als Pflegefachfrau an der Universitätspsychiatrischen Klinik Basel (UPK). 2001 machte sie die eidgenössische Matur. Danach studierte sie in Basel Rechtswissenschaften und war von 2004 bis 2006 auch Geschäftsleiterin der Sektion Basel der Demokratische Juristinnen und Juristen der Schweiz. 2006 schloss sie ihr Studium mit dem Lizentiat ab. Anschliessend war sie von 2007 bis 2012 Wissenschaftliche Mitarbeiterin und ab 2008 Lehrbeauftragte für Strafrecht an der Juristischen Fakultät der Universität Basel. 2011 wurde sie promoviert und erwarb zudem das Anwaltsexamen. Seit 2012 arbeitete sie als Anwältin.
Soland war von 2006 bis 2019 Grossrätin von Basel-Stadt. Sie präsidierte von 2009 bis 2013 die Wahlvorbereitungskommission und von 2013 bis 2018 die Justiz-, Sicherheits- und Sportkommission. Von 2009 bis 2013 war sie zudem Fraktionspräsidentin der SP. Am 20. Oktober 2019 wurde sie im ersten Wahlgang als Nachfolgerin der zurückgetretenen Eva Herzog (SP) in den Regierungsrat gewählt. Am 1. Februar 2020 trat sie das Amt der Finanzdirektorin an. Am 20. Oktober 2024 wurde sie im ersten Wahlgang bestätigt.